# يولانثي كاباو
يولانثي كاباو (بالهولندية: Yolanthe Cabau) (من مواليد 19 مارس 1985) هي ممثلة إسبانية-هولندية، وعارضة أزياء ومضيفة تلفزيونية.

## حياتها المُبكرة
وُلدت يولانثي في جزيرة إيبيثا الإسبانية. كام والدها اكزافييه كاباو (1954-2007) إسبانيًا، بينما كانت والدتها ريشاردا «ريتشي» فان كاسبرجن هولندية. كان كزافييه كاباو رجل أعمال ثري يعرف باسم «ملك إيبيثا»، حيث كان يمتلك العديد من الملاهي الليلية والمطاعم والبارات. تميزت طفولة يولانثي في إسبانيا بالعنف الأسري، بعد أن واجه والدها مشاكل مالية وأصبح مدمنًا على المخدرات. وعندما كانت في الخامسة من عمرها، انتقلت والدتها مع أطفالها إلى بلدها الأصلي هولندا. حظيث يولانثي بسبعة أشقاء، وكذلك خمسة اخوة من زواج والدها الثاني. بعد التخرج من المدرسة الثانوية في سن 17، قررت امتهان التمثيل.

## حياتها المهنية
ظهرت يولانثي في فيلم حمى الجليد 2004 وفيلمي كوستا 2005، والاثنان من إنتاج الهولندي. ومن عام 2005 إلى 2008، كان لها دور متكرر في أوبرا المسلسل التلفزيوني الطويل في الطريق إلى الغد
Onderweg naar morgen. وفي عام 2006، قامت ببطولة فيلم توركسي الفرخ القصير، الذي تم ترشيحه لجائزة غودن كالف، المعادل الهولندي لجائزة الأوسكار. كما ظهرت في الموسم الثالث من الدراما الكوميدية كرة القدم للسيدات، على غرار سلسلة زوجات كرة القدم البريطانية. وفي عام 2006، و2007، و2009 ، تم التصويت لها بأنها «المرأة الهولندية الأكثر جاذبية» من قبل إف إتش إم الهولندية.

## الحياة الشخصية
بدأت يولانثي علاقة مع لاعب كرة القدم ويسلي شنايدر في عام 2009. وتزوجا في 17 يوليو 2010 في توسكانا بإيطاليا بعد ستة أيام من لعب شنايدر نهائي كأس العالم 2010. أنجب الزوجين ابنًا واحدًا. بعد زواجها، غيرت لقبها من كاباو فان كاسبارجن إلى شنايدر كاباو، والذي تستخدمه أيضًا كاسمها الاحترافي.
يولانثي هو أحد مؤسسي وسفير منظمة وقف الاعتداء على الطفل، وهي مؤسسة تهدف إلى وضع حد ضد التحرش الجنسي بالأطفال في البلدان النامية. تحمل المنظمة على عاتقها بعض المهام مثل تحرير الأطفال من البغاء، ومنع الأطفال من أن يصبحوا مومسات، ومساعدة الأطفال الذين تم تحريرهم في مواجهة الصدمة النفسية التي يتعرضون لها.
في 5 مارس 2019، أعلن الزوجان قرارهما بالانقسام، لكنهما أوضحا أنه لن يكون هناك طلاق. توقفت يولانثي عن استخدام اسم شنايدر كاباووتشير إلى نفسها الآن باسم يولانثي كاباو.

## روابط خارجية
- يولانثي كاباو على موقع IMDb (الإنجليزية)
- يولانثي كاباو على موقع قاعدة بيانات الفيلم (الإنجليزية)